# Geogryllus sensilis
Geogryllus sensilis är en insektsart som beskrevs av Otte, D. och Perez-gelabert 2009. Geogryllus sensilis ingår i släktet Geogryllus och familjen syrsor. Inga underarter finns listade i Catalogue of Life.